# Солокійське водосховище
Солокі́йське водосхо́вище — водосховище, що розташоване у селі Корчів Шептицького району Львівської області на річці Солокія. Побудоване в 1981 році. Тип водосховища — заплавне. Середня глибина — 4,2 м, максимальна — 5,2 м. Довжина — 2,03 км. Повний об'єм — 5,68 млн м³, корисний — 4,06 млн м³. Основне призначення водосховища — зрошувальне і зволожувальне землеробство. Використовується також для риборозведення. Стоїть на балансі Сокальського управління водного управління.